# フッドマネシツグミ
フッドマネシツグミ（英: Hood Mockingbird、学名：Mimus macdonaldi）は、マネシツグミ科の鳥類の1種であり、Española Mockingbird とも呼ばれる。エクアドルのガラパゴス諸島のうちエスパニョラ島（英: フッド島）の固有種であり、ガラパゴス群島に固有で密接に関連する4種のマネシツグミ類のうちの1種である。
乾燥林に生息し、雑食であるが、主として肉食ないし腐食性である。縄張りを有する高度な社会的構造を持ち、また人を恐れない。フッドマネシツグミは、チャールズ・ダーウィンがビーグル号の航海において観察および採集しなかったガラパゴスマネシツグミ類の唯一の種である。

## 形態

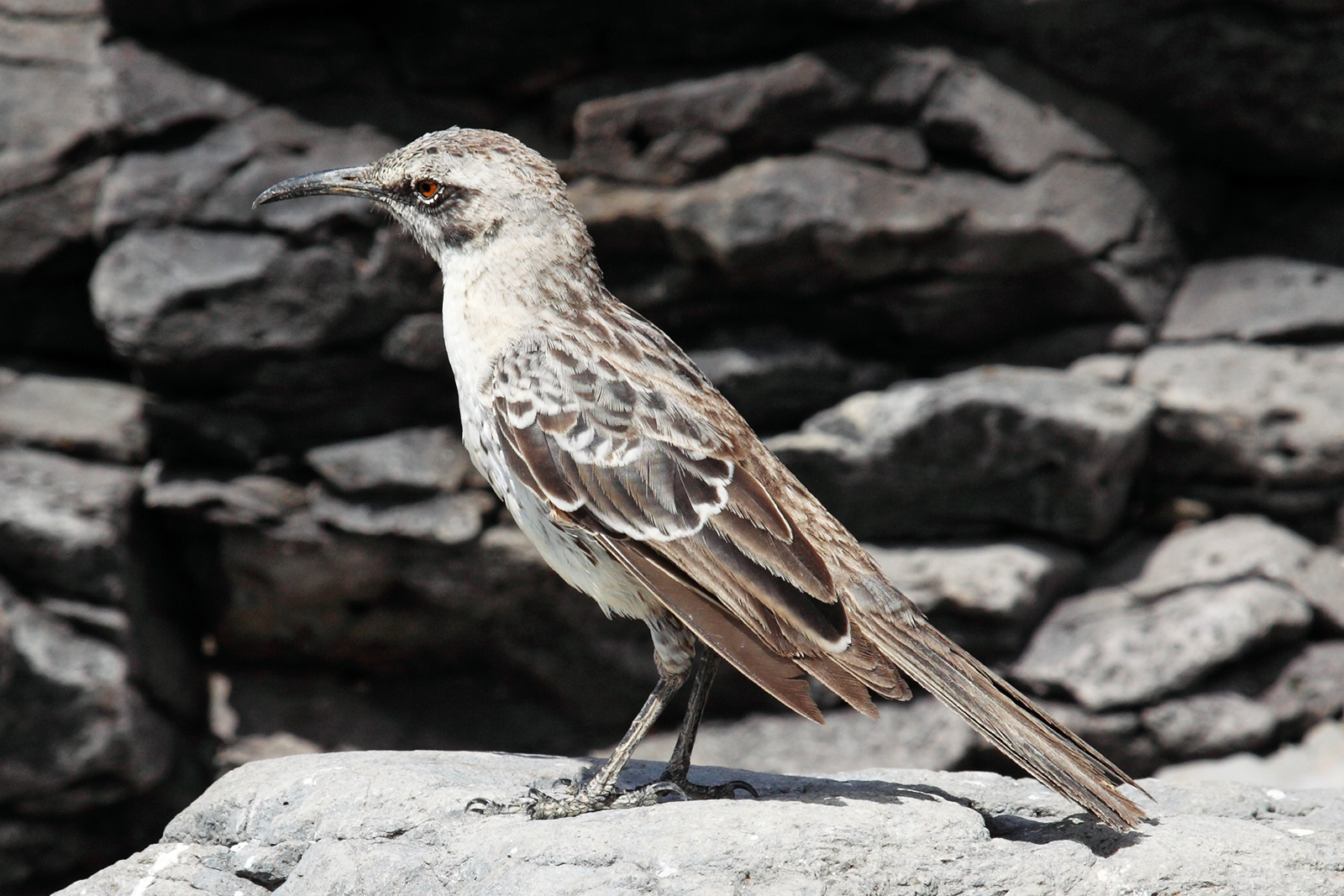
全長、くちばしとも大きい。

全長28cmで、諸島のガラパゴスマネシツグミ類のなかでは最大種となる。
上面は灰褐色で、他のガラパゴスマネシツグミ類と同じく、白色の下腹に灰色の斑と褐色の羽毛がある。長い尾と足が特徴的な外観を与えている。長細いくちばしは、海鳥の卵を突つくのに役立つ。フッドマネシツグミは、ガラパゴスマネシツグミ類のなかで最も大きなくちばしを持つ。
この種は他のガラパゴスマネシツグミ類とともに、地理的に近いエクアドル本土のクロヒゲマネシツグミ (Mimus longicaudatus) との関連も指摘されるが、もっとも近縁な種はバハママネシツグミ (Mimus gundlachii) である。

## 分布
生息地は亜熱帯または熱帯の乾燥林および乾燥低木地である。エスパニョラ島と、そこから1kmも離れていないガードナー小島にのみ分布し、島の乾燥低木全体にわたり生息する。
フッドマネシツグミは、主としてその分布が限定された領域であることから、 バードライフ・インターナショナルにより野生における危急種と考えられている。脆弱な生態系と悪天候の高い危険性が、特に個体数減少の危険に種をさらしている。生息数の調査は行われていない。

## 生態

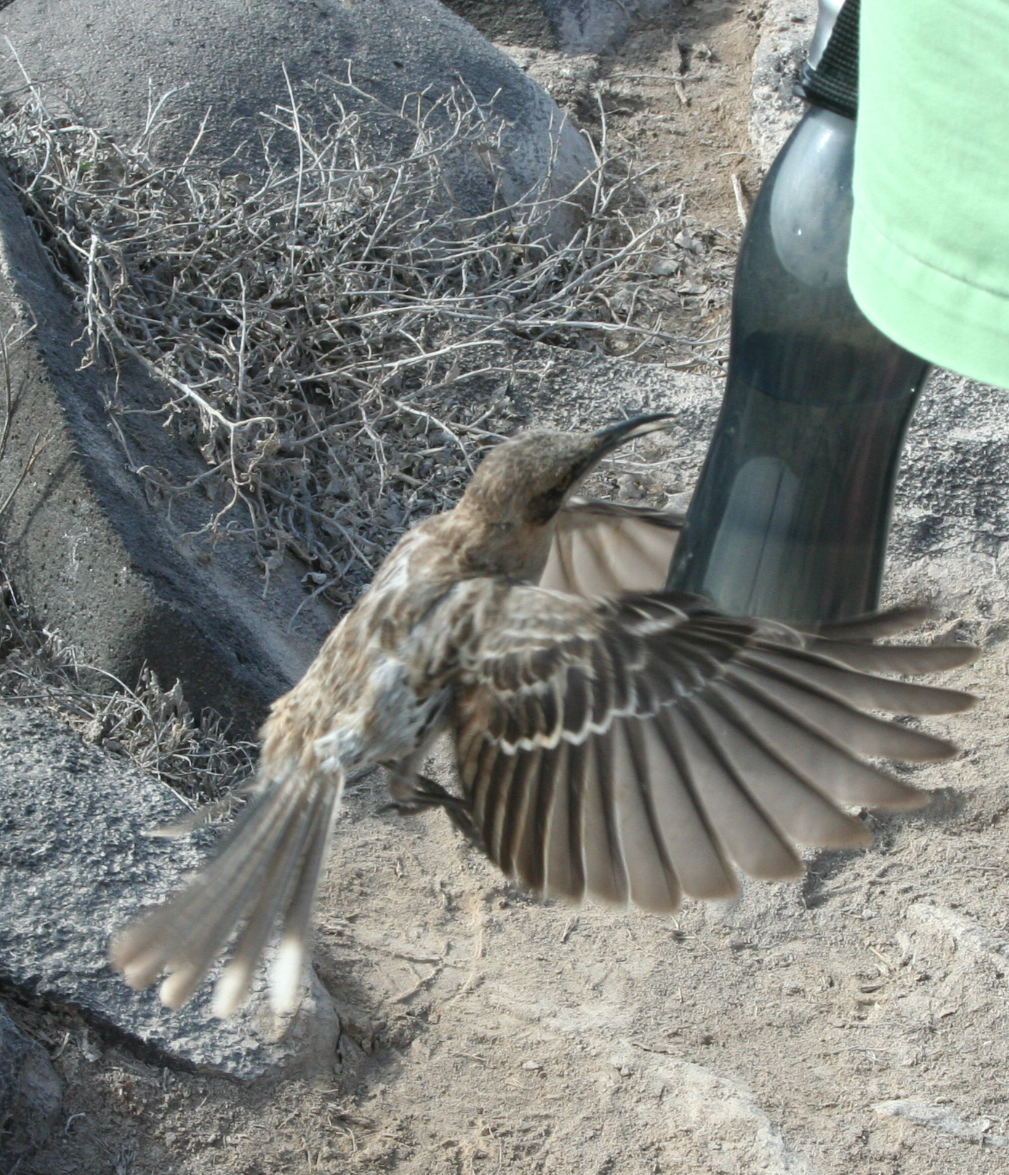
旅行者のボトルから水を飲もうとするフッドマネシツグミ。

極めて活動的で好奇心が強く、まったく人を恐れない。食物や飲物あるいは何か変わった物を捜して旅行者の後を追う。場合によっては、水筒を突つくことで旅行者から水を得ようする。あまり飛翔せず、むしろ歩くことが多い。
家族群で強い社会構造が形成される。強い縄張り意識を有し、その縄張りで狩りを行う場合も、他の群れから縄張りを守る場合も、群れで協力する。群れのより低い位の個体は、若い鳥の世話をするのを助ける。非繁殖期には40羽までの群れとして寄り集まる。

### 食性
雑食であるが、主に捕食性ないし腐食性である。島に営巣する海鳥（ガラパゴスアホウドリ、アオアシカツオドリ、アオツラカツオドリ、アカメカモメ、アメリカミヤコドリなど）の卵を食べ、ガラパゴスバトの卵も採餌する。また生物の死骸や、例えばガラパゴスノスリのような他の捕食動物に狩られたものを食べる。